# سامسونج جالكسي تاب 7.7
سامسونج جالكسي تاب 7.7 (بالإنجليزية: Samsung Galaxy Tab 7.7)‏ هو كمبيوتر لوحي من سلسلة الكمبيوترات اللوحية التي تعتمد نظام الأندرويد كنظام تشغيلي لها. أنتج هذا الجهاز بواسطة شركة سامسونج وعرض في معرض إيفا برلين بتاريخ 1 أيلول 2011.
وهو من الجيل الثاني لسلسلة أجهزة سامسونج جالكسي تاب التي تضم موديلين من قياس 10.1 إنش، وموديل من قياس 8.9 إنش، وموديل من قياس 7.0 إنش، وموديل من قياس 7.7 إنش.

## التاريخ
تم عرض جهاز جالكسي تاب 7.7 للعامة في أيلول 2011 في معرض في برلين. ويعتبر جهاز جالكسي تاب 7.7 - جنبا إلى جنب مع شقيقة الأقل سعراً جالكسي تاب 7.0 بلس - الخليفة المباشر لجهاز جالكسي تاب الأصلي.
في الرابع من يناير 2012 أعلنت شركة سامسونج عن موعد بيع الجهاز في سنغافورة في فبراير 2012 بسعر 898 دولار سنغافوري (695 دولار أمريكي).
كان جهاز جالكسي تاب 7.7 واي-فاي متاحاً للبيع في أستراليا في الثالث عشر من يناير 2012, بسعر يقارب ال 550 دولار أسترالي. لم يكن قد تم الإعلان عن إطلاق الجهاز وقتها، وكان متوفراً في عدد قليل من المتاجر.
بعدما أن كانت شركة أبل قد حصلت على إنذار قضائي ضد سامسونج في قضية الكمبيوترات اللوحية في ألمانيا، إضطرت شركة سامسونج لسحب جهاز الجالكسي تاب 7.7 من كشك العرض التابع لها بما في ذلك كل ما له علاقة بالجهاز كالملصقات بعد يوم واحد فقط من بدء العرض.

## البرامج
يعمل جهاز جالكسي تاب 7.7 باستخدام نظام التشغيل أندرويد قرص العسل 3.2, بالإضافة لنظام تاش ويز يو إكس (تتش-وز) الخاص بسامسونج. يوفر نظام التاش ويز العديد من الأدوات بالإضافة إلى التالي:
- اللوحات النشطة: وهي عبارة عن مجموعة من الأدوات واللوحات التي توفر محتويات إضافية لقرص العسل، كحالة الطقس، والتقويم. كما وأنه من الممكن تغيير حجم هذه اللوحات.[5]
- شريط برامج مصغّر: شريط إضافي شبيه بشريط المهام، يسهل من عملية الوصول إلى البرامج الأكثر استخداماً.
- مركز الشبكات الاجتماعية: وهو تطبيق مراسلة متكامل يهدف لتركيز الحياة الاجتماعية للمستخدم في مكان واحد، وذلك بتوحيد صناديق البريد الإلكترونية ومحتويات العديد من الخدمات والشبكات الاجتماعية مثل الفيسبوك وتويتر والجيميل في مكان واحد.
- مركز القرائة: وهو عبارة عن متجر يسمح للمستخدم تحميل الكتب الإلكترونية إلى الجهاز. تدعي شركة سامسونج أن هذا المركز سيوفر مليوني كتاب، و 2000 صحيفة في 49 لغة، و 2300 مجلة في 22 لغة.
- مركز الوسائط: وهو مركز يوفر خدمة الفيديو عند الطلب، وهذه الخدمة ستكون متوفرة في الولايات المتحدة فقط.
- مركز الموسيقى: وهو مركز يوفر خدمة الموسيقى عند الطلب، وهذه الخدمة ستكون متوفرة في الولايات المتحدة فقط.

## الجهاز
يعتبر جهاز جالكسي تاب 7.7 الكمبيوتر اللوحي الأول الذي يتمتع بشاشة من نوع سوبر أموليد بلس بالإضافة إلى كثافة بيكسل عالية جداً.
يعمل معالج إكزينوس 4210 (Exynos 4210) ثنائي النواة بسرعة 1.4 جيجاهرتز، ويتكون من نواتين من نوع أي آر إم كورتيكس-أي9 (ARM Cortex-A9).
تم تجهيز جالكسي تاب 7.7 بـ 1 جيجابايت من ذاكرة الوصول العشوائبة من نوع أل بي دي دي آر 2 (LPDDR2)، و 16 أو 32 أو 64 جيجابايت من الذاكرة الداخلية والتي من الممكن زيادتها باستخدام بطاقة مايكرو أس دي خارجية بأحجام تصل إلى 32 جيجابايت.
كما هو الحال مع جميع الكمبوترات اللوحية التي تعمل بنظام قرص العسل، فقد تم التقليل من عدد الأزرار الحقيقة. فأزرار (الشاشة الرئيسية) و(القوائم) و(الرجوع) و(البحث) المتوفرة في معظم أجهزة الأندرويد، تم استبدالها بأزرار مدمجة بشريط المهام والإشعار.
الأزرار الحقيقية المتبقية هي زر التشغيل، وزر رفع الصوت، وزر تخفيض الصوت.

## مقارنة الموديلات
|                    | رقم الموديل | نظام التشغيل                   | الشبكة                                                                                     | شاشة العرض                                                            | المعالج                                                | الذاكرة العشوائية | الكاميرا    | الكاميرا     | الفيديو                                                                     | الصوت                           | واي فاي                         | بلوتوث          | التخزين      | التخزين     | الارتفاع                | العرض                   | السماكة                | الوزن             | البطارية |
| الأمامية           | رقم الموديل | نظام التشغيل                   | الشبكة                                                                                     | شاشة العرض                                                            | المعالج                                                | الذاكرة العشوائية | الخلفية     | ذاكرة داخلية | الفيديو                                                                     | الصوت                           | واي فاي                         | بلوتوث          | ذاكرة خارجية |             | الارتفاع                | العرض                   | السماكة                | الوزن             | البطارية |
| جالكسي تاب         | GT-P1010    | أندرويد 2.2 فرويو              | أتش أس يو بي أي 5.76 ميجابت/ث 900/1700/1900/2100 إي دي جي إي/جي بي آر إس 850/900/1800/1900 | 1024x600 سوبر تي أف تي                                                | 1.0 GHz single-core Exynos 3110 (Cortex A8)            | 512 MB            | نعم 1.3MPx  | نعم 3.2MPx   | Playback: 720p Full HD videos @30 fps Recording: 720p videos @30fps         | 3.5 mm ear jack, stereo speaker | نعم 802.11 b/g/n                | نعم v3.0 + A2DP | 16/32 GB     | نعم microSD | 190.09 مـم (7.484 بوصة) | 120.45 مـم (4.742 بوصة) | 11.98 مـم (0.472 بوصة) | 380 غ (0.84 رطل)  | 4000 mAh |
| جالكسي تاب 7.7     | GT-P6800    | Android 3.2 Honeycomb          | HSPA+ 21 Mbit/s 850/900/1900/2100 EDGE/GPRS 850/900/1800/1900                              | 1280x800 شاشة المصفوفة العضوية النشطة ذات الصمام الثنائي الباعث للضوء | 1.4 GHz dual-core Exynos 4210 (Cortex A9)              | 1 GB LPDDR2       | نعم 2 MPx   | نعم 3 MPx    | Playback: 1080بي video @30fps; Recording: 1080p full HD video @24fps        | 3.5 mm ear jack, stereo speaker | نعم dual antenna 802.11 a/b/g/n | نعم 3.0 + A2DP  | 16/32/64 GB  | نعم microSD | 196.7 مـم (7.74 بوصة)   | 133.0 مـم (5.24 بوصة)   | 7.9 مـم (0.31 بوصة)    | 340 غ (0.75 رطل)  | 5100 mAh |
| جالكسي تاب 7.0 بلس | GT-P6200    | Android 3.2 Honeycomb          | HSPA+ 21 Mbit/s 850/900/1900/2100 EDGE/GPRS 850/900/1800/1900                              | 1024x600 PLS                                                          | 1.2 GHz dual-core Exynos 4210 (Cortex A9)              | 1 GB DDR2         | نعم 2 MPx   | نعم 3 MPx    | Playback: 1080p full HD video @30fps; Recording: 720p video @24fps          | 3.5 mm ear jack, stereo speaker | نعم dual antenna 802.11 a/b/g/n | نعم 3.0 + A2DP  | 16/32 GB     | نعم microSD | 193.7 مـم (7.63 بوصة)   | 122.4 مـم (4.82 بوصة)   | 10.0 مـم (0.39 بوصة)   | 345 غ (0.761 رطل) | 4000 mAh |
| جالكسي تاب 2       |             | Android 4.0 Ice Cream Sandwich | HSPA+ 21 Mbit/s 850/900/1900/2100 EDGE/GPRS 850/900/1800/1900                              | 1024x600 PLS                                                          | 1.0 GHz dual-core Exynos 4210[بحاجة لمصدر] (Cortex A9) | 1 GB DDR2         | نعم 0.3 MPx | نعم 3 MPx    | Playback: 1080p full HD video @30fps; Recording: 1080p full HD video @30fps | 3.5 mm ear jack, stereo speaker | نعم 802.11 b/g/n                | نعم 3.0 + A2DP  | 16/32 GB     | نعم microSD | 193.7 مـم (7.63 بوصة)   | 122.4 مـم (4.82 بوصة)   | 10.5 مـم (0.41 بوصة)   | 344 غ (0.758 رطل) | 4000 mAh |